# Acygnatha
Acygnatha is een geslacht van vlinders van de familie spinneruilen (Erebidae), uit de onderfamilie Calpinae.

## Soorten
- A. atrapex Hampson, 1895
- A. fasciata Hampson, 1898
- A. mesozona Hampson, 1926
- A. nigripuncta Hampson, 1907
- A. terminalis Wileman, 1915